# 黑林鹟
是雀形目鶲科Vauriella屬的鳥類。該物種僅分佈於菲律賓米沙鄢群島中的內格羅斯島、吉馬拉斯島和班乃島上，海拔1000公尺以下的低地或山區森林，是當地的特有鳥種。
該物種由兩位美國動物學家弗蘭克·史威夫特·波恩斯及迪安·科南特·伍斯特於1894年發表，他們以這個物種相較於其他當地鳥類獨有的白色喉、頸，形成對比的褐色胸部，以的學名描述了這個物種。其中種小名由表示「白色」的拉丁語及表示「喉嚨的」的現代拉丁語組成。:39其模式產地位於內格羅斯島及吉馬拉斯島上。
在生物分類學上，這個物種一開始被認為是一種林鹟属鳥類，並在隨後的研究中被認為與白眉林鶲、呂宋林鶲、灰背林鶲形成超種的關係。但在一份2010年的研究中，林鶲屬被發現形成了多系群，這四個物種因此被獨立成另一新屬。該屬名用以紀念法裔美國鳥類學家查爾斯·沃里。:399
黑林鹟是一種中大型的鶲，其體色主要在橄欖褐至紅棕色之間，但在下巴和喉部有一個顯眼的純白色區塊，而尾部較翅膀的顏色較深。眼睛虹膜為深褐色、鳥喙黑色、腿為灰色，雌雄相似。其體長16.5—17公分，體重平均約35.7公克，鳥喙寬平均約5.7公釐、深平均約5.0公釐、嘴峰長平均約17.4公釐；翼展47—54公分，翼長平均約79.8公釐；跗蹠約19.7公釐；尾長約60.2公釐。
這個物種為肉食性，在樹林間接近地面的位置尋找食物，以小型無脊椎動物為食。牠們是一種不遷徙的留鳥，其繁殖細節不甚明瞭，但在3—4月之間有發現過期卵及幼鳥，而巢呈杯狀，由苔蘚、植物纖維等物製成。
目前黑林鹟的環境正遭受嚴重的碎片化問題，吉馬拉斯島上的族群自1887年後再無紀錄並相信已經消失，而其他兩座島嶼的低地森林僅剩原來的10%大小，目前其族群估計約有3500—15000隻左右。由於這個物種極小的分佈範圍，及棲地碎片化的問題，因此在《國際自然保護聯盟瀕危物種紅色名錄》被列為瀕危物種。

## 外部連結
- 维基共享资源上的相關多媒體資源：黑林鹟
- 維基物種上的相關：黑林鹟
- Xeno-canto上有关黑林鹟的錄音